# Chloé Graftiaux
Chloé Graftiaux, née le 18 juillet 1987 à Bruxelles et morte à 23 ans, le 21 août 2010  à l'Aiguille Noire de Peuterey, 3 773 m, sur le versant italien du mont Blanc est une grimpeuse et alpiniste belge. Elle y a été victime d'un descellement de rocher.

## Biographie
En 2010, elle remporte des médailles d'or lors de la Coupe du monde d'escalade à Vail et à Sheffield, et termine troisième au classement général.
En janvier 2010, elle remporte la Coupe du Monde d'escalade sur glace à Valle di Daone.
Chloé Graftiaux meurt le 21 août 2010 en descendant l'Aiguille Noire de Peuterey, victime de la chute d'un rocher qui l'a emportée.
Depuis, un trophée d'escalade organisé par son club d'attache français, à Rouvroy, porte son nom. Une bourse en son nom est également organisée chaque année pour promouvoir les sports de montagne auprès de jeunes en difficulté, cette bourse est délivrée par l'association Chloé Graftiaux Passion Together.